# Final Fantasy III
Final Fantasy III (OT: jap. ファイナルファンタジーIII, Fainaru Fantajī Surī) ist der dritte Teil der Final-Fantasy-Videospielserie. In der ursprünglichen Version auf dem NES wurde es ausschließlich in Japan, am 27. April 1990, veröffentlicht. Es ist nicht mit dem nordamerikanischen FF III zu verwechseln, das Final Fantasy VI entspricht.

## Handlung
Die Handlung rankt sich wie in den Vorgängerspielen um vier Kinder, die von den Lichtkristallen als Krieger des Lichts berufen werden, um die Welt zu retten. 

## Spielprinzip und Technik
Erstmals findet hier das Job-System Verwendung, das in FF V wieder aufgegriffen wird: Die Hauptcharaktere können klassische Rollenspiel-Berufsklassen ergreifen (zum Beispiel Magier, Jäger, Paladin) und so verschiedene Fähigkeiten aufbauen. In FF III haben viele Elemente, die in der Serie mittlerweile Kult geworden sind, ihren Ursprung.

## Produktionsnotizen
Es ist der letzte Teil, der auf dem Nintendo Family Computer erschienen ist. Es wurde ein Remake von Final Fantasy III für den Nintendo DS entwickelt, welches am 24. August 2006 in Japan erschien. Die Spielwelt wird nun in 3D-Grafik dargestellt, außerdem wurde die Story erweitert, neue Hauptfiguren und eine FMV-Öffnungssequenz hinzugefügt. Am ersten Tag wurden 309.000 Stück verkauft. Am 14. November 2006 erschien das Remake in den USA, am 4. Mai 2007 erschien in Deutschland die von Koch Media vertriebene und deutsche Fassung. Mittlerweile ist es auch als App für das iPhone sowie für Android- und Windows-Phone-Smartphones verfügbar.
Am 31. Juli 2012 kündigte Square Enix an, dass das Spiel als Starttitel für die Spielkonsole Ouya verfügbar sein werde.